# Alf Young
Alf Young (4. november 1904-30. august 1977) var en engelsk fodboldspiller, der i 1950'erne fungerede som træner i Danmark, bl.a. kortvarigt som landstræner.
Som spiller spilelde Alf Young for Huddersfield Town fra 1927 til 1945. Derudover nåede han at repræsentere Durham City og York City. Han opnåede 9 landskampe for Englands fodboldlandshold.
I 1946 blev Alf Young træner for Køge Boldklub. Det var han af to omgang. I 1956 stod han desuden i spidsen for Danmarks fodboldlandshold i en enkelt kamp mod Irland i Dublin, som blev vundet med 2-1. Young blev dog ikke landstræner permanent.